# خانات کیمک
خانات کیمک یا قیمق نام دولتی ترک بود که از ۷۴۳ میلادی تا زمان استیلای مغول در اوایل سدهٔ سیزدهم میلادی در حد فاصل دو رود اُب و ایرتیش مستقر بود. پایتخت این حکومت ایمکیا بود و از اقوام کیمک و قبچاق تشکیل شده‌بود. جز این دو پنج طایفهٔ دیگر بایندر، یمک، تاتار، لنیکز و اجلد هم در این اتحادیه همراه بودند. اینان مردمانی دامدار و کوچ‌نشین بودند. شکار نیز به ویژه به صورت گروهی جزء جدایی‌ناپذیر زندگی آنان بود. پایتخت ایشان شهر ایمکیا در کرانهٔ رود ایرتیش بود. همسایگان جنوبی ایشان ترکان خلج بودند.
دین ایشان تنگری‌باوری بود، ولی در مرزهای ایشان با اویغورها، آیین مانوی نیز رواج یافته‌بود. جز این آیین بودایی، اسلام و مسیحیت نیز نزد آنان پیروانی داشت. آنان از خط اورخون برای کتابت بهره‌می‌بردند.